# RTL9
RTL9 è un'emittente televisiva lussemburghese di tipo generalista, che trasmette film, telefilm, intrattenimento ed altri programmi di vario tipo ai telespettatori lussemburghesi, francesi e agli svizzeri romandi. Essa è ricevibile a pagamento in tutta Europa tramite il bouquet ABSat.
Il 21 luglio 2017, la società francese Mediawan annunciò di aver concluso l’acquisizione del canale televisivo RTL9 da CLT-UFA (della lussemburghese RTL Group), tramite AB Group (acquisita a sua volta nel marzo 2017 tramite la controllata Mediawan Thematics). Con l'acquisizione del 35% del capitale rimanente (il restante 65% era già di AB Group dal 1998), la società francese detiene il 100% del canale tv generalista.